# Янтвил (Калифорния)
Янтвил (на английски: Yountville) е градче в окръг Напа, в Района на Санфранциския залив в щата Калифорния, САЩ. Янтвил е с население от 2924 жители (по приблизителна оценка от 2017 г.) и обща площ от 4,20 km². ZIP кодът на Янтвил е 94599. В Янтвил се намира ресторантът French Laundry („Френската пералня“), реномиран, национално известен ресторант.